# Ossington
Pour l’article homonyme, voir Ossington (métro de Toronto).
Ossington est un village du Nottinghamshire, en Angleterre.